# Alice Ronner
Alice Emma Henriëtte Ronner, née à Bruxelles le 9 septembre 1857 et morte à Ixelles le 4 juillet 1957, est une artiste peintre belge.

## Biographie
Alice Ronner débute au Salon d'Anvers en 1876. Elle fut membre du Cercle des femmes peintres de Bruxelles et fut cofondatrice du collectif Galerie Lyceum. Alice Ronner est morte quasi centenaire.

## Liens familiaux
Sa mère, Henriëtte Ronner-Knip, est la célèbre peintre de chiens et de chats.

## Œuvres
- Le Dindon
- Roses de Nice
- Violettes
- Capucines
- Fleurs et fruits
- Géraniums
- Perruches
- Jacquot
- Tête de Lion
- Giroflées
- Pavots
- Coin de fenêtre
- Anémones
- Cinéraires
- La Harpe, 1888, conservée au Musée de Lierre (don de l'artiste au musée en 1910)